# Nototropis vedlomensis
Nototropis vedlomensis is een vlokreeftensoort uit de familie van de Atylidae. De wetenschappelijke naam van de soort is voor het eerst geldig gepubliceerd in 1862 door Spence Bate & Westwood.